# Священний мис
Свяще́нний ми́с (грец. ἱεροῦ ἀκρωτηρίου, hieirón akroteirón; лат. Promontorium Sacrum), або Сагреський мис (порт. Ponta de Sagres) — мис у Португалії, в південному регіоні Алгарве, муніципалітеті Віла-ду-Бішпу, парафії Сагреш. Розташований неподалік мису святого Вікентія.

## Історія
Мис використовувався у релігійних цілях з неоліту. Віддавна був стратегічно-важливим місцем, де кораблі могли знайти притулок перед небезпечною мандрівкою біля мису Вікентія. Згадується у «Географії» Страбона як «найзахідніша точка» не лише Європи, але й усієї ойкумени.
Край, до якої примикав мис, в античні часи називали «клином» (лат. cuneus) й був заселений іберійцями. Про мис також писали античні письменники Ефор і Артемідор, який бував тут. У давнину на мисі заборонялися жертвопринесення, а також нічне паломництво. Тут не було вівтарів, лише купи каміння, яке відвідувачі перегортали, обмивши їх водою, і уносили.
У середині XV століття, на зорі доби великих географічних відкриттів, португальський інфант Енріке Мореплавець створив біля мису поселення, так зване «Інфантове містечко» (порт. Vila do Infante), яке слугувало базою для його експедиційних флотилій. У XVI столітті тут була споруджена фортеця, пошкоджена Лісабонським землетрусом 1755 року.